# Shibukawa
Shibukawa (渋川市, Shibukawa-shi) est une municipalité ayant le statut de ville dans la préfecture de Gunma, au Japon.

## Géographie

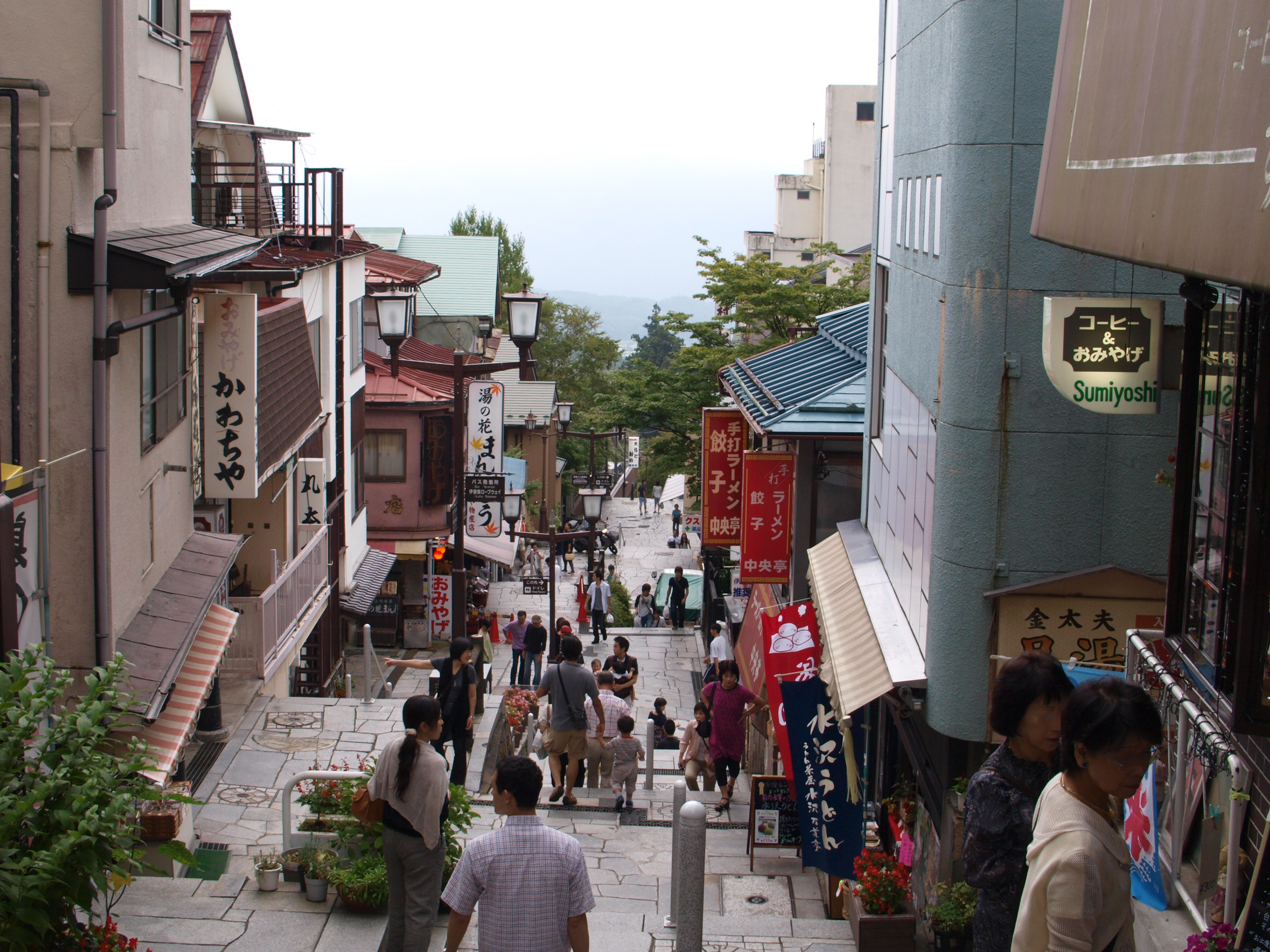
Ikaho onsen à Shibukawa.

### Situation
Shibukawa est située dans le centre de la préfecture de Gunma, à l'ouest du mont Akagi.

### Démographie
En avril 2021, la ville de Shibukawa avait une population estimée à 75 423 habitants pour une superficie totale de 240,27 km2.

### Hydrographie
Shibukawa est traversée par la rivière Agatsuma qui se jette dans le fleuve Tone près du centre-ville.

## Histoire
Le bourg moderne de Shibukawa a été créé le 1er avril 1889. Il a acquis son statut officiel de ville en 1954.

## Transports
Shibukawa est desservie par les lignes Jōetsu et Agatsuma de la JR East. La gare de Shibukawa est la principale gare de la ville.

## Jumelage
Shibukawa est jumelée avec :
- Abano Terme (Italie),
- Whakatane (Nouvelle-Zélande),
- Logan City (Australie),
- Comté d'Hawaï (États-Unis),
- Foligno (Italie).